# Kuiama
Kuiama es una canción de la Electric Light Orchestra incluida en el álbum ELO 2 y escrita por Jeff Lynne. Lynne lo pronuncia como "Ki-ama".
La canción es la última pista del álbum ELO 2. Por su duración de 11:19, es la canción más larga del álbum, y la más larga jamás grabada por la banda. Cuenta la historia de un soldado quien ha encontrado una niña huérfana vagando por las ruinas de un pueblo destruido por la guerra de Vietnam. El soldado trata de consolar a la niña mientras trata de explicar como él mató a sus padres.
Aunque no salió como sencillo, la canción aparece en muchas compilaciones como Olé ELO, Afterglow, y The Light Shines On Vol 2, y ha sido tocado en vivo. También fue una favorita de la banda durante el tiempo.
"Esta es, sin duda, la favorita de la banda. Es una triste historia sobre una huérfana con un soldado explicándole todo sobre la guerra - siendo que él fue el que mató a sus padres. Fue la cosa más sensible que hayamos hecho" - Bev Bevan, 1973.
"Me gusta Kuiama, aunque el inicio me recuerda al inicio de You Only Live Twice." - Wilfred Gibson, 2003.
"Eso en un lado, sin embargo,  tenemos un grupo de canciones conectados de forma tenue, al contrario que "Kuiama" en el álbum anterior, que usó su duración y el acercamiento único del grupo para lograr un verdadero impacto emocional" - Greg Shaw, 1974.